# Brian James Barnes
Brian James Patrick Barnes OFM (Wingham, Nova Gales do Sul, 23 de março de 1933 - Sydney, Austrália, 9 de maio de 2017) foi um ministro australiano e arcebispo católico romano de Port Moresby, Papua Nova Guiné.
Brian James Barnes entrou na ordem franciscana, fez sua profissão em 18 de fevereiro de 1952 e foi ordenado sacerdote em 12 de julho de 1958.
O Papa João Paulo II o nomeou Bispo de Aitape em 3 de outubro de 1987. Ele foi ordenado bispo pelo Arcebispo de Madang, Leo Clement Andrew Arkfeld SVD, em 10 de fevereiro de 1988; Os co-consagradores foram Benedict To Varpin, Bispo de Bereina, e Dom Antonio Maria Vegliò, Pró-Núncio Apostólico em Papua Nova Guiné e nas Ilhas Salomão.
Em 14 de junho de 1997, João Paulo II o nomeou arcebispo de Port Moresby. Em 26 de março de 2008, o Papa Bento XVI aceitou seu pedido de demissão relacionado à idade.
Brian James Barnes foi nomeado Grande Comandante da Ordem de Logohu (GCL) pelo governo de Papua Nova Guiné em 2011. Ele era um membro da Ordem do Império Britânico (MBE, KBE).